# Bopal
Bopal è una suddivisione dell'India, classificata come census town, di 12.181 abitanti, situata nel distretto di Ahmedabad, nello stato federato del Gujarat. In base al numero di abitanti la città rientra nella classe IV (da 10.000 a 19.999 persone).

## Geografia fisica
La città è situata a 23° 01' 60 N e 72° 27' 37 E.

## Società

### Evoluzione demografica
Al censimento del 2001 la popolazione di Bopal assommava a 12.181 persone, delle quali 6.473 maschi e 5.708 femmine. I bambini di età inferiore o uguale ai sei anni assommavano a 1.421, dei quali 822 maschi e 599 femmine. Infine, coloro che erano in grado di saper almeno leggere e scrivere erano 9.684, dei quali 5.414 maschi e 4.270 femmine.